# Der
Der (sumersko ALUDi-e-ir, ALUDi-e-ir 𒌷𒂦𒀭𒆠 uruBAD3.ANki) je bil sumerska mestna država na mestu sedanjega Tell Aqarja pri al-Badri v iraškem guvernoratu Wasit. Mesto je stalo vzhodno od Tigrisa na meji med Sumerijo in Elamom in se morda imenovalo Durum.

## Zgodovina
Der je bil naseljen  od zgodnjega dinastičnega do novoasirskega obdobja. Lokalno mestno božanstvo Ištaran je na Zemlji zastopal njegov minister, kačji bog Nirah. 
V poznem 3. tisočletju pr. n. št. je bil Der med vladanjem Šulgija iz Tretje urske dinastije omenjen dvakrat. Enajsto leto Šulgijevega vladanja se je imenovalo  "Leto, v katerem je bil Ištaran iz Dera pripeljan v njegov tempelj", enaindvajseto leto pa  "Leto, v katerem je bil Der uničen". 
V 2. tisočletju pr. n. št.  je bil Der omenjen na tablici, odkriti v Mariju, ki jo je tja poslal Jarim-Lim I. Jamhadski. Na tablici je bil opomin kralju Dera  Jasub-Jahadu o vojaški pomoči, ki mu jo je petnajst let dajal Jarim-Lim. Sledila je vojna napoved Derju kot maščevanje za Jasub-Jahadova dejanja, ki jih je  Jarim-Lim opisal kot zla.
Kralj Larse Rim-Sin I. je poročal, da je v dvajsetem letu svojega vladanja uničil Der. Babilonski kralj Ami-Ditana je poročal, da je v 37. letu svojega vladanja uničil obzidje Dera, ki ga je zgradil Damki-Ilišu iz Druge babilonske dinastije. Leta 720 pr. n. št. se je asirski kralj Sargon II. odpravil na pohod proti Elamu, vendar ga je pri Derju porazila združena vojska kraljev Humban-Nikaša I. Elamskega in  Marduk-apla-iddine II. Babilonskega. Po perzijski osvojitvi Babilona leta 539 pr. n. št. je bila na Kirovem valju omenjena repatriacija ljudi in obnova svetišč v Deru in drugih mestih.

## Arheologija
Čeprav se zdi, da v samem Deru ni bilo nobenega izkopavanja, je bilo v njegov bližini odkritih več pomembnih predmetov, med njimi kudurru,  odkrit v Siparju, ki je potrdil ime najdišča. Najdišče je skozi stoletja močno poškodovala voda, zato izkopavanja niso smiselna.